# Baphicacanthus
Baphicacanthus là chi thực vật có hoa trong họ Acanthaceae.